# コーネリオ・ヴェラスケス
コーネリオ・ヴェラスケス（Cornelio H.Velasquez、香港表記:華拉士拿、1968年9月28日 - ）は、アメリカ合衆国・東海岸を拠点とする騎手である。出身地はパナマ・カピタで、現在はフロリダ州のノースマイアミ在住。家族は妻と3人の娘がいる。コルネリオと表記される場合もある。

## 来歴
幼い頃にパナマ運河南岸の牧場で馬に乗った経験があり、競馬場の事務員だった姉に勧められて競馬を見たことをきっかけに15歳の頃パナマの騎手学校に入学し2年間学んだ。
卒業後の1985年にはパナマ見習騎手チャンピオンとなり、1994年と1995年には2年連続でパナマのリーディングジョッキーとなるなど活躍をみせた。
1996年、ニューヨークのオーナーブリーダーであるロバート・ペレスの勧められて渡米し、ニューヨークを本拠地とした。
1998年、拠点をフロリダ州に移し、コールダー競馬場の夏季開催リーディングジョッキーに3度輝いている。
2003年、ブリーダーズカップ・スプリントをケイジャンビートに騎乗して制し、ブリーダーズカップ初勝利を挙げた。
2008年、11月のジャパンカップダートへ出走するフロストジャイアントと共に初来日を果たし、中央競馬初騎乗となった同競走では14番人気で12着という結果に終わった。

## 主な騎乗馬
G1競走優勝馬（騎乗時）
- セテワヨ（2002年ガルフストリームパークブリーダーズカップターフステークス）
- ビージェントル（2003年アルシバイアディーズステークス）
- ケイジャンビート（2003年ブリーダーズカップ・スプリント）
- ソサイエティーセレクション（2004年アラバマステークス）
- リスカヴァース（2004年フラワーボウルインビテーショナルステークス）
- ガンサルート（2005年セクレタリアトステークス）
- プレザントホーム（2005年ブリーダーズカップ・ディスタフ）
- ブッシュファイア（2006年アッシュランドステークス）
- テイクドトゥール（2006年オグデンフィップスハンデキャップ）
- ショウイングアップ（2006年セクレタリアトステークス、ハリウッドダービー）
- ノービズライクショービズ（2007年ウッドメモリアルステークス）
- ポリティカルフォース（2007年サバーバンハンデキャップ）
- ウォーパス（2007年シャンペンステークス、ブリーダーズカップ・ジュヴェナイル）
- キップデヴィル（2007年ブリーダーズカップ・マイル、2008年メイカーズマークマイルステークス）

重賞競走優勝馬（騎乗時）
- ミナロウ（2000年レッドバンクハンデキャップ）
- ダイアモンドストライプス（2007年メドウランズブリーダーズカップステークス）

## エピソード
- ジョン・ヴェラスケスとは出身地やスペルが異なるため血縁関係は無いが騎手学校の先輩にあたる。
- 2004年には全米リーディング10位、2005年9位、2006年9位、2007年は4位とここ数年ベスト10入りしており全米トップジョッキーの1人として挙げられる。